# Sonate K. 481
La sonate K. 481 (F.425/L.187) en fa mineur est une œuvre pour clavier du compositeur italien Domenico Scarlatti.

## Présentation
La sonate K. 481 en fa mineur, notée Andante è cantabbile  [sic] (dans Venise), est la première d'un triptyque formé avec les sonates K. 482 et 483, plus rapides et dans le relatif majeur. Ce groupe achève le volume XI des manuscrits de Venise.
Elles sont toutes trois écrites presque toujours à deux voix, sauf quelques accords dans celle en mineur. Ces sonates ont quelques particularités, avec ici, notamment, la  courte réexposition de l'ouverture à la fin de la seconde section, très inhabituelle chez Scarlatti : on retrouve uniquement ce procédé, qui évoque la forme classique de la sonate, dans les sonates K. 132, 159 et 256.

Au début de la seconde section, Scarlatti fait usage d'un cas extraordinaire de modulation enharmonique. Le « passage subtil, où le ré  devient do , n'a plus rien à voir avec le caractère quasi statique des mesures précédentes. C'est un musicien hautement inspiré qui s'exprime ici. »

## Manuscrits
Le manuscrit principal est le numéro 28 du volume XI (Ms. 9782) de Venise (1756), copié pour Maria Barbara ; l'autre étant Parme XIII 27 (Ms. A. G. 31418). Les autres sources manuscrites sont Münster I 15 (Sant Hs 3964) et Vienne G 31 (VII 28011 G). Une copie figure à la Morgan Library, manuscrit Cary 703 no 34,.

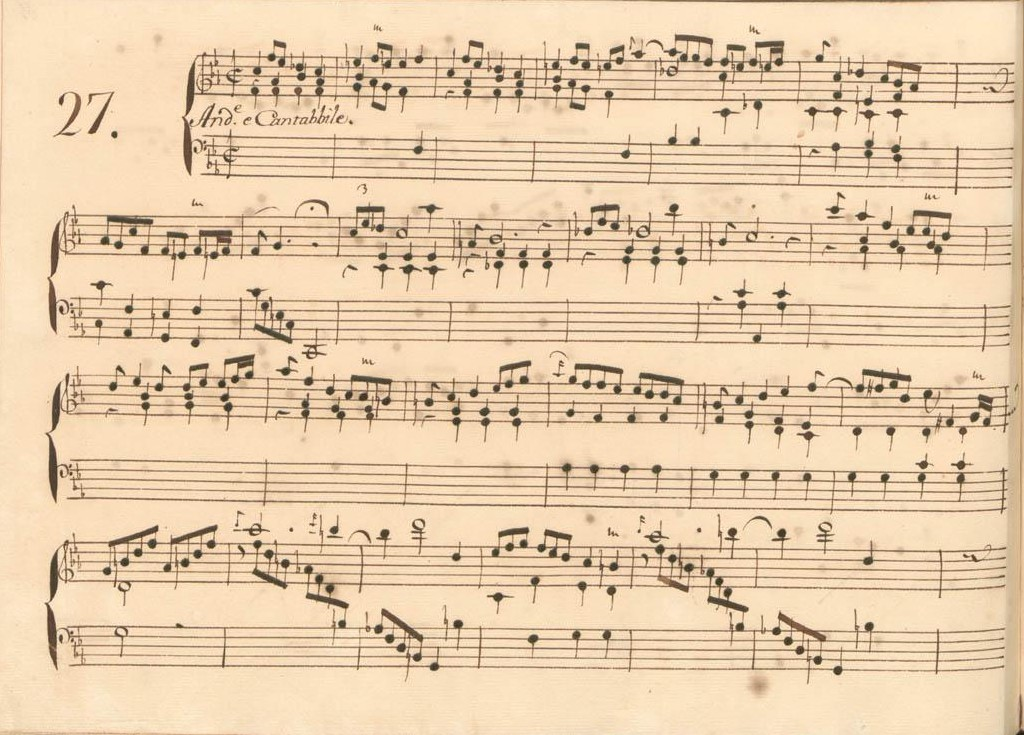
Parme XIII 27.
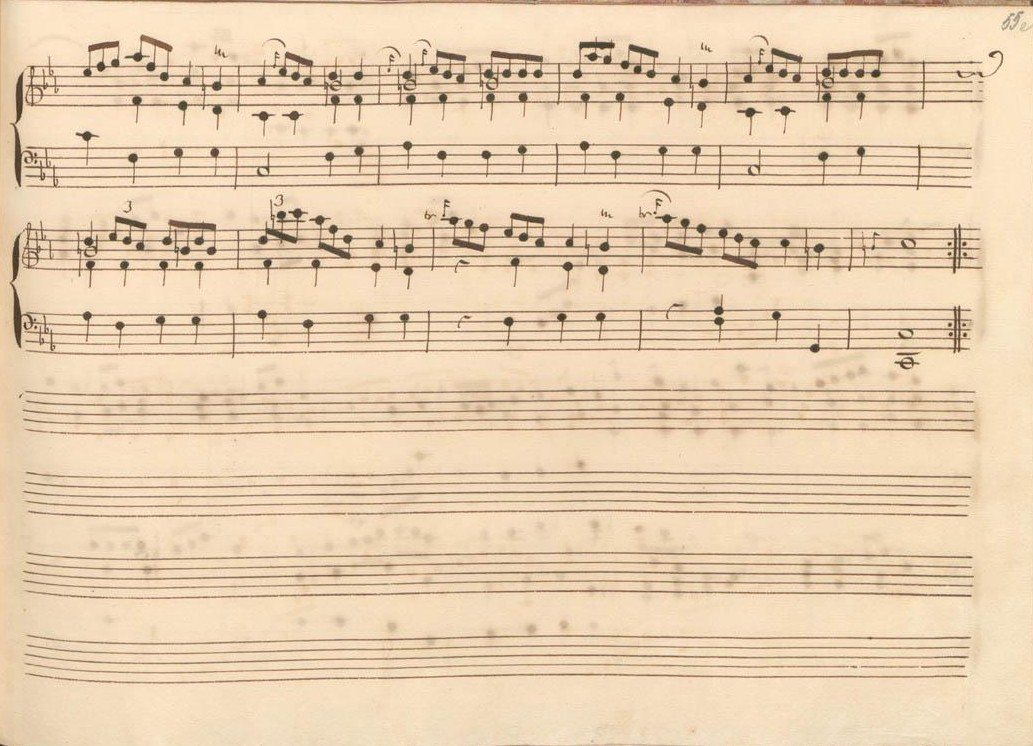
Parme XIII 27 (fin de la première section).
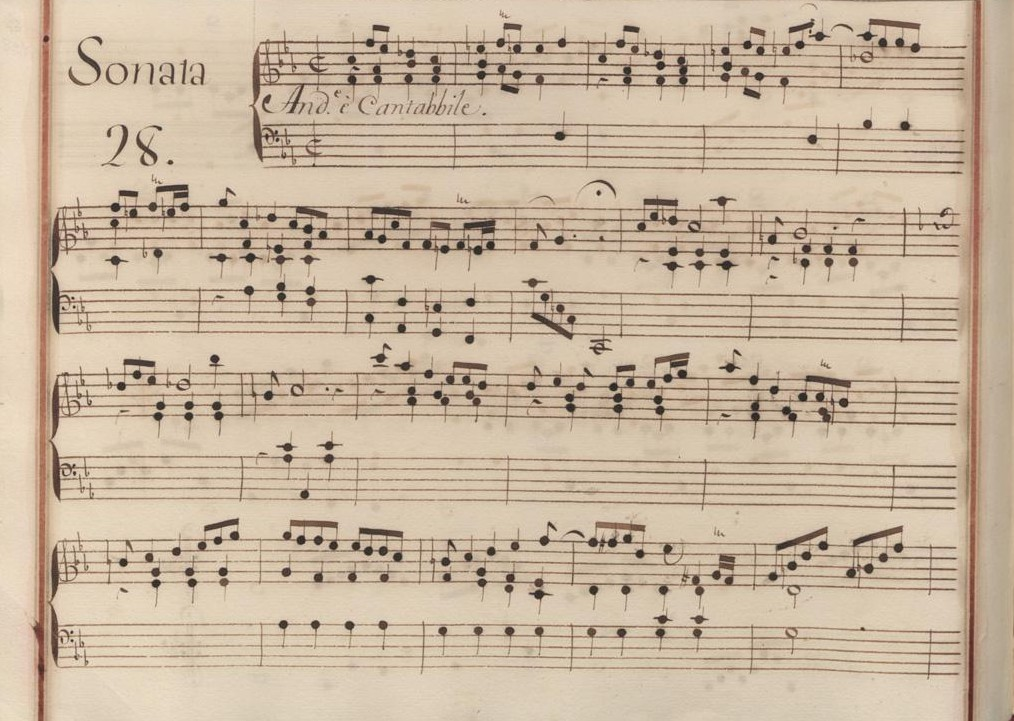
Venise XI 28.
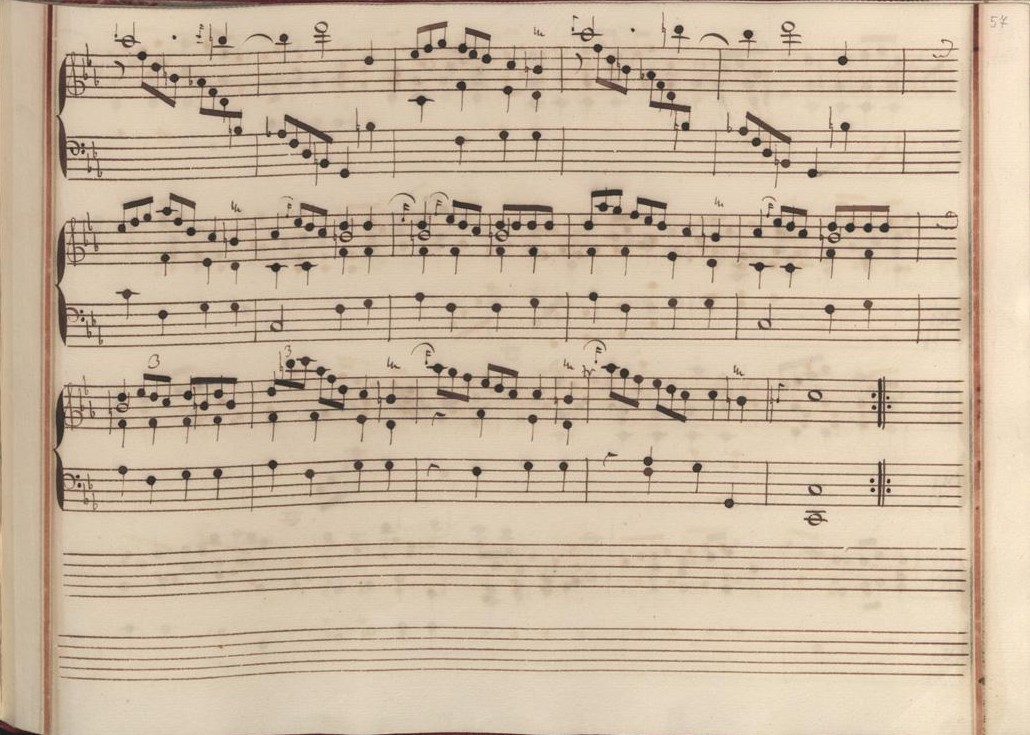
Venise XI 28 (fin de la première section).
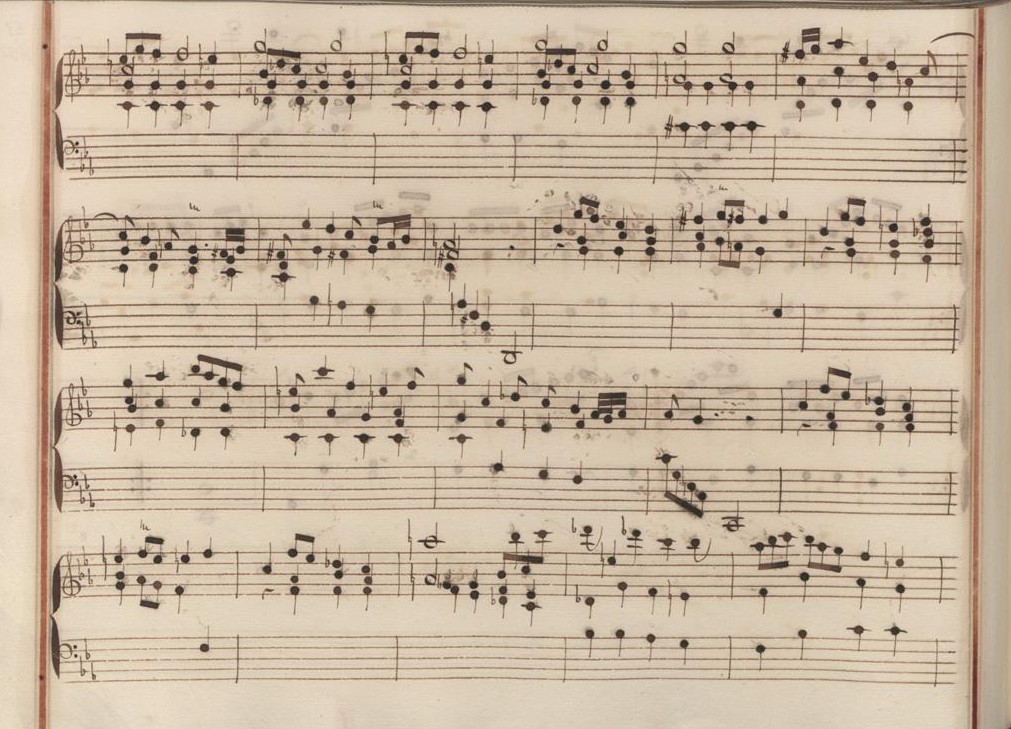
Venise XI 28 (Début de la seconde section).
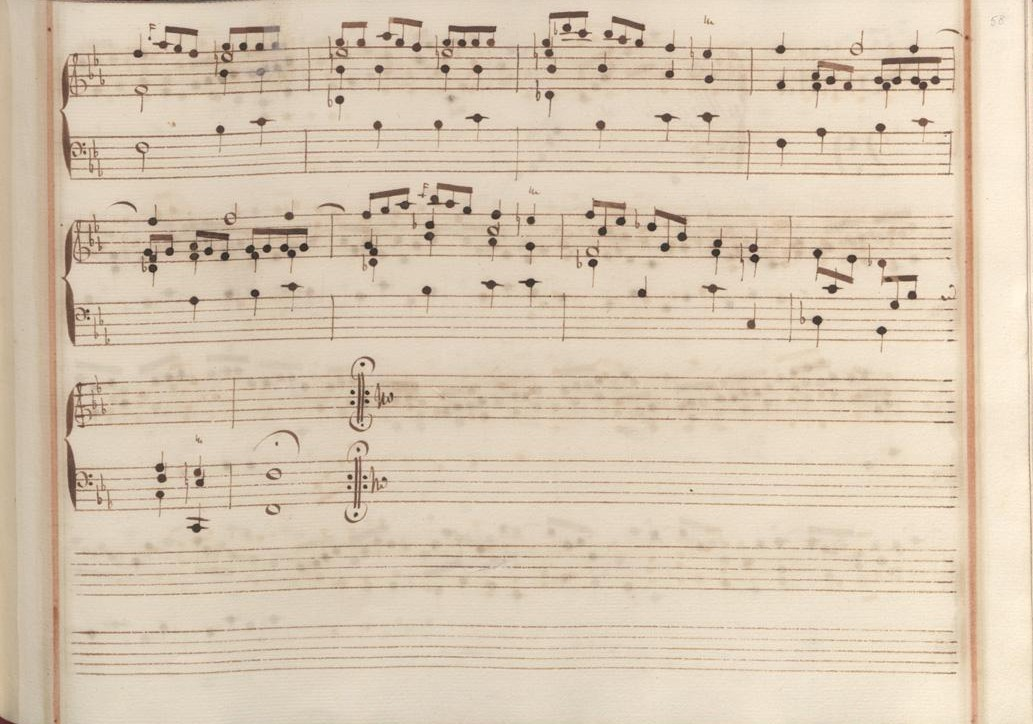
Venise XI 28 (fin de la sonate).

## Interprètes
La sonate K. 481 est défendue par de nombreux pianistes, parmi lesquels Nina Milkina (1958, Westminster), Vladimir Horowitz (1964, Sony), Fou Ts'ong (1984, Collin/Meridian), Alexis Weissenberg (1985, DG), Heidi Kommerell (1985, Audite), Inger Södergren (1988, Calliope/Saphir), Christian Zacharias (1979, EMI), Zhu Xiao-Mei (1994), Michael Lewin (1995, Naxos vol. 2), Racha Arodaky (2007), Alexandre Tharaud (2010), Anne Queffélec (2014, Mirare), Carlo Grante (2016, Music & Arts, vol. 5), Angela Hewitt (2017, Hyperion) et Daria van den Bercken (2017, Sony).
Au clavecin, elle est enregistrée par Wanda Landowska, Scott Ross (1985, Erato), Luc Beauséjour (1995, Analekta), John Kitchen (2001, Delphian), Jean Rondeau (2018, Erato) et Justin Taylor (2018, Alpha).
Tedi Papavrami en a réalisé une transcription pour violon seul (2006, Æon) et Pascal Boëls l'a jouée à la guitare (2001, Calliope). Andreas Nebl l'interprète à l'accordéon (2021, Castigo Classic Recordings).

## Sources
: document utilisé comme source pour la rédaction de cet article.
- Ralph Kirkpatrick (trad. de l'anglais par Dennis Collins), Domenico Scarlatti, Paris, Lattès, coll. « Musique et Musiciens », 1982 (1re éd. 1953 (en)), 493 p. (OCLC 954954205, BNF 34689181).
- Alain de Chambure, « Domenico Scarlatti : Intégrale des sonates — Scott Ross », p. 204, Erato (2564-62092-2), 1985 (OCLC 891183737) .
- Guy Sacre, La musique pour piano : dictionnaire des compositeurs et des œuvres, vol. II (J-Z), Paris, Robert Laffont, coll. « Bouquins », 1998, 2430 p. (ISBN 978-2-221-08566-0).
- Richard Boulanger (préf. Édith Weber), Les innovations de Domenico Scarlatti dans la technique du clavier, Béziers, Société de musicologie du Languedoc, 1988, 350 p. (OCLC 906538675, BNF 42870936)
- (en) W. Dean Sutcliffe, The Keyboard Sonatas of Domenico Scarlatti and Eighteenth-Century Musical Style, Cambridge / New York, Cambridge University Press, 2008, xi-400 (ISBN 978-0-521-07122-2, OCLC 1005658462).
- (es) Celestino Yáñez Navarro (thèse), Nuevas aportaciones para el estudio de las sonatas de Domenico Scarlatti. Los manuscritos del Archivo de Música de las Catedrales de Zaragoza, Université autonome de Barcelone, 2016 (lire en ligne)